# Lekkoatletyka na Letnich Igrzyskach Olimpijskich 2012 – trójskok mężczyzn
Trójskok mężczyzn – jedna z konkurencji lekkoatletycznych rozgrywanych podczas igrzysk olimpijskich w Londynie. 
Obrońca tytułu mistrzowskiego z 2008 roku Portugalczyk Nelson Évora nie wystąpił w Londynie. Ustalone przez IAAF (Międzynarodowe Stowarzyszenie Federacji Lekkoatletycznych) minima kwalifikacyjne do igrzysk wynosiły 17,20 (minimum A) oraz 16,85 (minimum B).

## Terminarz
Czas w Londynie (UTC+01:00)
| Data                                              | Godzina     | Zawody             |
| ------------------------------------------------- | ----------- | ------------------ |
| Wtorek, 7 sierpnia 2012 Czwartek, 9 sierpnia 2012 | 10:45 19:20 | Kwalifikacje Finał |

## Rekordy
Tabela prezentuje rekord świata, rekord igrzysk olimpijskich, a także najlepszy rezultat na świecie w sezonie 2012 przed rozpoczęciem igrzysk.
| Rekord świata           | Jonathan Edwards | 18,29 | Göteborg | 7 sierpnia 1995 |
| Rekord olimpijski       | Kenny Harrison   | 18,09 | Atlanta  | 27 lipca 1996   |
| Lider tabel sezonu 2012 | Christian Taylor | 17,63 | Eugene   | 30 czerwca 2012 |

## Rezultaty

### Eliminacje
Zawodnicy rywalizowali w dwóch grupach: A i B. Bezpośredni awans do finału dawał wynik 17,10. 
| Poz. | Grupa | Zawodnik                | Reprezentacja                        | #1           | #2           | #3           | Rezultat | Uwagi |
| ---- | ----- | ----------------------- | ------------------------------------ | ------------ | ------------ | ------------ | -------- | ----- |
| 1    | B     | Christian Taylor        | Stany Zjednoczone                    | 17.21 (+0.2) | -            | -            | 17.21    | Q     |
| 2    | B     | Leevan Sands            | Bahamy                               | 17.17 (-0.4) | -            | -            | 17.17    | Q     |
| 3    | A     | Benjamin Compaoré       | Francja                              | 16.82 (-0.5) | 17.06 (+0.8) | -            | 17.06    | q     |
| 4    | A     | Daniele Greco           | Włochy                               | 17.00 (+0.6) | -            | -            | 17.00    | q     |
| 5    | B     | Dong Bin                | Chiny                                | X            | 16.94 (+0.1) | -            | 16.94    | q     |
| 6    | A     | Lukman Adams            | Rosja                                | 16.67 (-1.0) | X            | 16.88 (-0.9) | 16.88    | q     |
| 7    | A     | Will Claye              | Stany Zjednoczone                    | 16.56 (-0.5) | 16.44 (-1.5) | 16.87 (-0.2) | 16.87    | q     |
| 8    | B     | Fabrizio Donato         | Włochy                               | 16.86 (-1.2) | -            | -            | 16.86    | q     |
| 9    | A     | Tosin Oke               | Nigeria                              | 16.59 (-1.3) | 16.83 (-0.3) | X            | 16.83    | q     |
| 10   | A     | Samyr Laine             | Haiti                                | 16.14 (0.0)  | 16.81 (+1.4) | X (+0.1)     | 16.81    | q     |
| 11   | B     | Alexis Copello          | Kuba                                 | X            | 16.70 (-0.7) | 16.79 (+1.0) | 16.79    | q     |
| 12   | A     | Dzmitry Platnitski      | Białoruś                             | X            | 15.66 (-0.4) | 16.62 (+0.3) | 16.62    | q     |
| 13   | B     | Sheryf El-Sheryf        | Ukraina                              | 16.60 (+0.4) | 14.83 (-2.5) | X            | 16.60    |       |
| 14   | A     | Phillips Idowu          | Wielka Brytania                      | 16.47 (-0.7) | X            | 16.53 (-1.0) | 16.53    |       |
| 15   | B     | Issam Nima              | Algieria                             | 15.21 (-0.7) | X            | 16.50 (+0.5) | 16.50    |       |
| 16   | A     | Arnie David Giralt      | Kuba                                 | 15.74 (+1.1) | 16.42 (+0.1) | 16.45 (+1.1) | 16.45    |       |
| 17   | B     | Henry Frayne            | Australia                            | 16.25 (+0.2) | 16.35 (+0.2) | 16.40 (-0.2) | 16.40    |       |
| 18   | B     | Muhammad Halim          | Wyspy Dziewicze Stanów Zjednoczonych | 15.54 (-0.6) | 16.39 (-0.6) | 15.31 (+0.5) | 16.39    |       |
| 19   | A     | Jewgienij Ektow         | Kazachstan                           | X            | 16.31 (-0.1) | X            | 16.31    |       |
| 20   | A     | Cao Shuo                | Chiny                                | 16.11 (-1.8) | 16.26 (+1.2) | 16.27 (-1.2) | 16.27    |       |
| 21   | B     | Roman Walijew           | Kazachstan                           | X            | X            | 16.23 (-1.0) | 16.23    |       |
| 22   | B     | Kim Deok-hyeon          | Korea Południowa                     | 15.35 (-0.8) | X            | 16.22 (-0.3) | 16.22    |       |
| 23   | B     | Yoandri Betanzos        | Kuba                                 | 14.84 (+0.2) | 16.22 (+2.9) | X            | 16.22    |       |
| 24   | B     | Mohamed Abbas Darwish   | Zjednoczone Emiraty Arabskie         | X            | 16.06 (+1.7) | 15.93 (+1.6) | 16.06    |       |
| 25   | A     | José Adrián Sornoza     | Ekwador                              | 15.61 (-0.5) | 16.04 (-2.4) | X            | 16.04    |       |
| 26   | B     | Jonathan Henrique Silva | Brazylia                             | 15.59 (-1.3) | X            | X            | 15.59    |       |
| —    | A     | Renjith Maheshwary      | Indie                                | X            | X            | X            | —        | NM    |

### Finał
| Poz. | Zawodnik           | Reprezentacja     | #1    | #2    | #3    | #4    | #5    | #6    | Rezultat | Uwagi  |
| ---- | ------------------ | ----------------- | ----- | ----- | ----- | ----- | ----- | ----- | -------- | ------ |
|      | Christian Taylor   | Stany Zjednoczone | X     | X     | 17.15 | 17.81 | 17.55 | X     | 17.81    | WL, SB |
|      | Will Claye         | Stany Zjednoczone | X     | 17.54 | 17.43 | 17.62 | 17.25 | 16.66 | 17.62    |        |
|      | Fabrizio Donato    | Włochy            | 17.38 | 17.44 | 17.45 | 17.48 | –     | X     | 17.48    |        |
| 4    | Daniele Greco      | Włochy            | 16.90 | 17.34 | X     | X     | –     | 16.92 | 17.34    |        |
| 5    | Leevan Sands       | Bahamy            | X     | 17.19 | 17.12 | X     | –     | –     | 17.19    |        |
| 6    | Benjamin Compaoré  | Francja           | 15.53 | 17.08 | 14.16 | 16.27 | 13.68 | X     | 17.08    |        |
| 7    | Tosin Oke          | Nigeria           | X     | 16.91 | 16.95 | X     | X     | X     | 16.95    |        |
| 8    | Alexis Copello     | Kuba              | 16.92 | X     | X     | 14.75 | X     | 16.68 | 16.92    |        |
| 9    | Lukman Adams       | Rosja             | 16.78 | X     | X     |       |       |       | 16.78    |        |
| 10   | Dong Bin           | Chiny             | 16.75 | X     | X     |       |       |       | 16.75    |        |
| 11   | Samyr Laine        | Haiti             | X     | 16.65 | 16.59 |       |       |       | 16.65    |        |
| 12   | Dzmitry Platnitski | Białoruś          | 16.08 | X     | 16.19 |       |       |       | 16.19    |        |